# プリズム (奥華子のアルバム)
『プリズム』は、2015年10月28日に発売された奥華子の8枚目のオリジナルアルバム。

## 解説
前作『君と僕の道』から約1年半ぶりのリリースとなる、デビュー10周年記念アルバム。シングル曲「君がくれた夏」「楔 -くさび-」のほか、発表前からライブで披露していた新曲など計13曲を収録。
アルバムは初回限定盤と通常盤、および完全予約限定生産の『10th Anniversary盤』の3種類がリリースされた。初回限定盤には収録曲のMVとメイキング画像、および2014年12月に東京・日本橋三井ホールで開催されたスペシャルコンサートのライブ映像が収録されたDVDが付属する。10th Anniversary盤はポニーキャニオンショッピングクラブで2015年9月28日までの予約限定生産で、初回限定盤付属のDVDに加えて、2013年1月19日に開催された「奥華子 弾き語り 2013 Last Letter」と「奥華子 BAND LIVE TOUR 2013」のライブ映像を収録したDVDと、奥本人がこの10年間に発表した楽曲で弾き語りを行う「10年振り返り、弾き語ってみた。‐マニアック編‐」と題するCDが付属する。

## 収録曲
全曲、作詞/作曲：Hanako Oku
1. 楔 -くさび- (5:14)
編曲：Jun Sato
15thシングル。
2. スターチス (5:25)
編曲：su-kei/ThY_tone
3. 東京暮らし (4:40)
編曲：ha-j
4. 好きだったんだ (6:32)
編曲：Hanako Oku
5. 流れ星 (5:14)
編曲：su-kei/ThY_tone
6. 友達のままで (5:02)
編曲：Hanako Oku 弦編曲：Aya Ito
7. 羅針盤 (2:28)
編曲：Hanako Oku
8. 雨のプリズム (3:53)
編曲：Hanako Oku
9. 大切なもの (Album mix ver.) (5:38)
編曲：su-kei/ThY_tone
14thシングルのカップリング曲のアレンジバージョン。
10. 嘘つき (5:32)
編曲：Hanako Oku
11. 君がくれた夏 (5:19)
編曲：su-kei 弦編曲：Shota Kageyama
14thシングル。映画『あしたになれば。』主題歌。
12. 花火 (6:26)
編曲：Hanako Oku 弦編曲：Aya Ito
15thシングルのカップリング曲。
アルバム収録にあたり、クリエイターユニットHoneyWorks所属のイラストレーター・モゲラッタによる全編イラストのMVが制作された[4][5]。
13. ガンバレ (5:36)
編曲：Hanako Oku

### DVD（初回限定盤・10th Anniversary盤のみ）
1. 君がくれた夏 (Music Video) (Album ver.)
2. 君がくれた夏 (Music Video メイキング映像)
3. 楔 -くさび- (Music Video)
4. 楔 -くさび- (Music Video メイキング映像)
5. 花火 (Music Video)
6. 10周年記念シングルレコーディングオフショット
7. 奥華子コンサート2014「冬の贈りもの」第一夜 with String quartet 2014.12.27 in 日本橋三井ホール (厳選曲)
8. 奥華子コンサート2014「冬の贈りもの」第二夜 with My friends 2014.12.28 in 日本橋三井ホール (厳選曲)